# Paramathes amphigrapha
Paramathes amphigrapha är en fjärilsart som beskrevs av Charles Boursin 1954. Paramathes amphigrapha ingår i släktet Paramathes och familjen nattflyn. Inga underarter finns listade i Catalogue of Life.